# شهرستان گیلسپی (تگزاس)
شهرستان گیلسپی، تگزاس (به انگلیسی: Gillespie County, Texas) یک سکونتگاه مسکونی در ایالات متحده آمریکا است که در تگزاس واقع شده‌است.

## خصوصیات
شهرستان گیلسپی ۲٬۷۵۰٫۵۸ کیلومترمربع مساحت دارد.